# Grand Prix-seizoen 1907
Het Grand Prix-seizoen 1907 was het tweede Grand Prix-jaar met een Grande Épreuve. Het seizoen begon op 22 april en eindigde op 2 september na één Grande Épreuve en negen andere races.

## Kalender

### Grandes Épreuves
| Ronde | Datum  | Grand Prix | Circuit | Winnaar        | Constructeur | Verslag |
| ----- | ------ | ---------- | ------- | -------------- | ------------ | ------- |
| 1     | 2 juli | Frankrijk  | Dieppe  | Felice Nazzaro | Fiat         | verslag |

### Andere races
| Datum       | Land      | Racenaam                      | Circuit        | Winnaar             | Constructeur      | Verslag |
| ----------- | --------- | ----------------------------- | -------------- | ------------------- | ----------------- | ------- |
| 22 april    | Italië    | Targa Florio                  | Madonie        | Felice Nazzaro      | Fiat              | verslag |
| 7 juni      | Rusland   | Moskou-Sint Petersburg        | Publieke wegen | Arthur Duray        | Lorraine-Dietrich | verslag |
| 13 juni     | Duitsland | Kaiser Preis Eliminatierace 1 | Taunus         | Vincenzo Lancia     | Fiat              | verslag |
| 13 juni     | Duitsland | Kaiser Preis Eliminatierace 2 | Taunus         | Felice Nazzaro      | Fiat              | verslag |
| 14 juni     | Duitsland | Kaiser Preis                  | Taunus         | Felice Nazzaro      | Fiat              | verslag |
| 25 juli     | België    | Ardennenrace Kaiser           | Bastenaken     | John Moore-Brabazon | Minerva           | verslag |
| 27 juli     | België    | Ardennenrace                  | Bastenaken     | Pierre de Caters    | Mercedes          | verslag |
| 1 september | Italië    | Coppa Florio                  | Brescia        | Ferdinando Minoia   | Isotta Fraschini  | verslag |
| 2 september | Italië    | Coppa della Velocità          | Brescia        | Alessandro Cagno    | Itala             | verslag |

1894 · 1895 · 1896 · 1897 · 1898 · 1899 · 1900 · 1901 · 1902 · 1903 · 1904 · 1905 · 1906 · 1907 · 1908 · 1909 · 1910 · 1911 · 1912 · 1913 · 1914 · 1915 · 1916 · Eerste Wereldoorlog · 1919 · 1920 · 1921 · 1922 · 1923 · 1924 · 1925 · 1926 · 1927 · 1928 · 1929 · 1930 · 1931 · 1932 · 1933 · 1934 · 1935 · 1936 · 1937 · 1938 · 1939 · 1940-1945 (Tweede Wereldoorlog) · 1946 · 1947 · 1948 · 1949 
 Lijst van Grand Prix-wedstrijden voor 1950